# ارگ خاکا
ارگ خاکا، که تا قرن نوزدهم با نام قلعهٔ سن پدرو شناخته می‌شد، قلعه ای به سبک ایتالیایی است که در شهر اوئسکا در خاکا واقع شده است.
در ۲۸ ژوئن ۱۹۵۱ به عنوان یک بنای تاریخی-هنری اعلام شد و در سال ۱۹۶۸ مرمت شد.
یکی از بخش‌های این بنا اکنون موزه مینیاتورهای نظامی را در خود جای داده است. اتاق‌های آن شامل ۲۳ ژرفنما است که شامل بیش از ۳۵۰۰۰ شکل سربی به ارتفاع حدود دو سانتی‌متر است. این آثار هنری بازآفرینی‌های وفادارانه و هنرمندانه‌ای آلات جنگ از دوران ارتش مصر باستان تا امروز هستند. به خصوص، توجه ویژه ای به تاریخ نظامی اسپانیا شده.
در ۵ ژوئن ۲۰۲۱، رئیس ستاد ارتش (JEME)، ژنرال فرانسیسکو خاویر وارلا سالاس، «اتاق نبرد» را افتتاح کرد که نمایشگاه دائمی «آلات نظامی و کارهای هنری» را به نمایش می‌گذارد، مجموعه ای از آثار نویسندگان و اسباب دوره‌های مختلف توسط پدرو رامونی به دولت اسپانیا اهدا شده است.
ارگ تا سال ۲۰۰۸ توسط ارتش اسپانیا مورد استفاده قرار می‌گرفت و پس از آن به تصرف شورای شهر درآمد.
این ارگ به عنوان بخشی از مسیرهای سانتیاگو د کمپوستلا: کامینو فرانسس و مسیرهای شمال اسپانیا، در فهرست میراث جهانی در اسپانیا به ثبت جهانی یونسکو رسیده است.

## نگارخانه

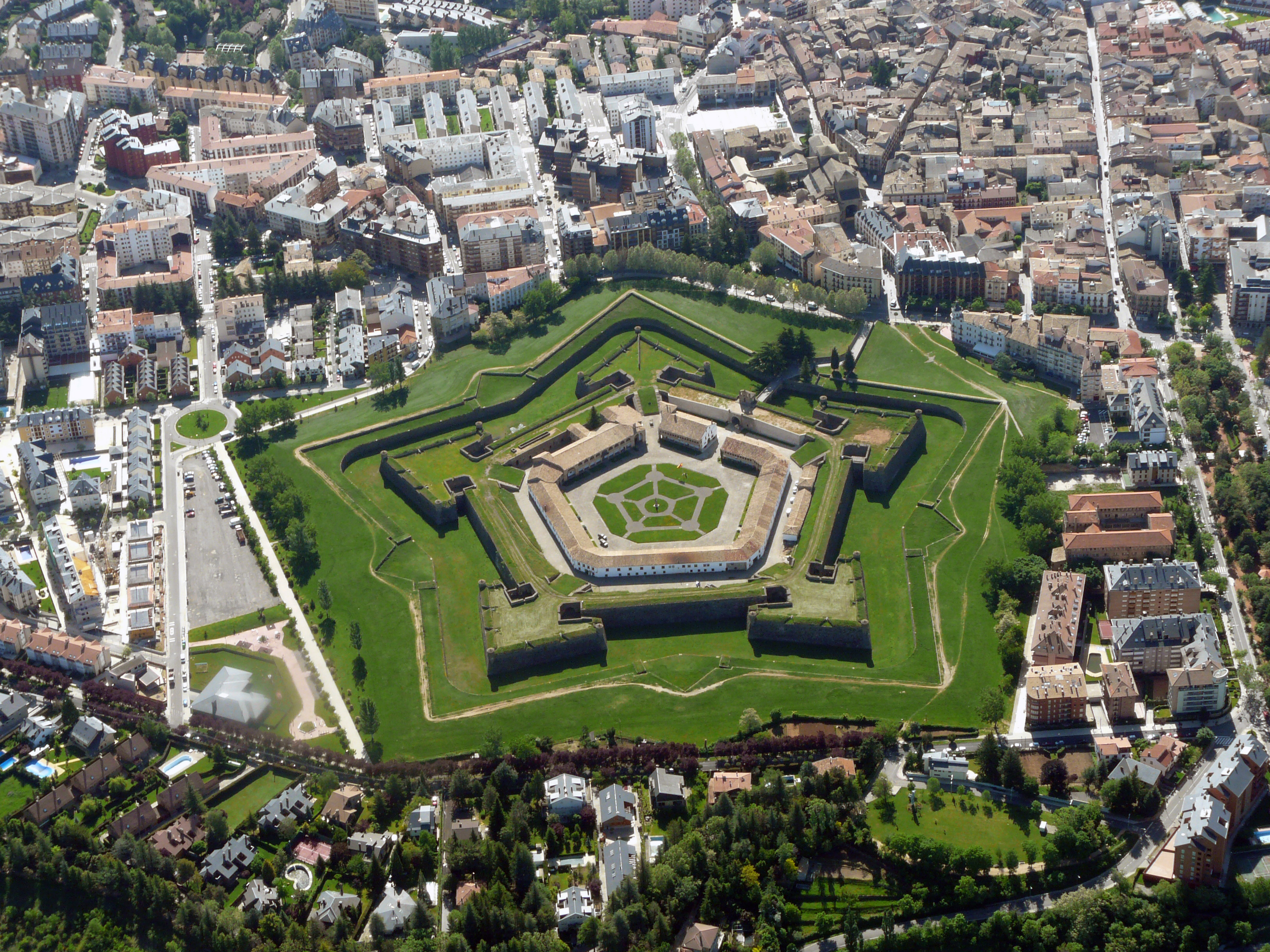
نمای هوایی از قلعه
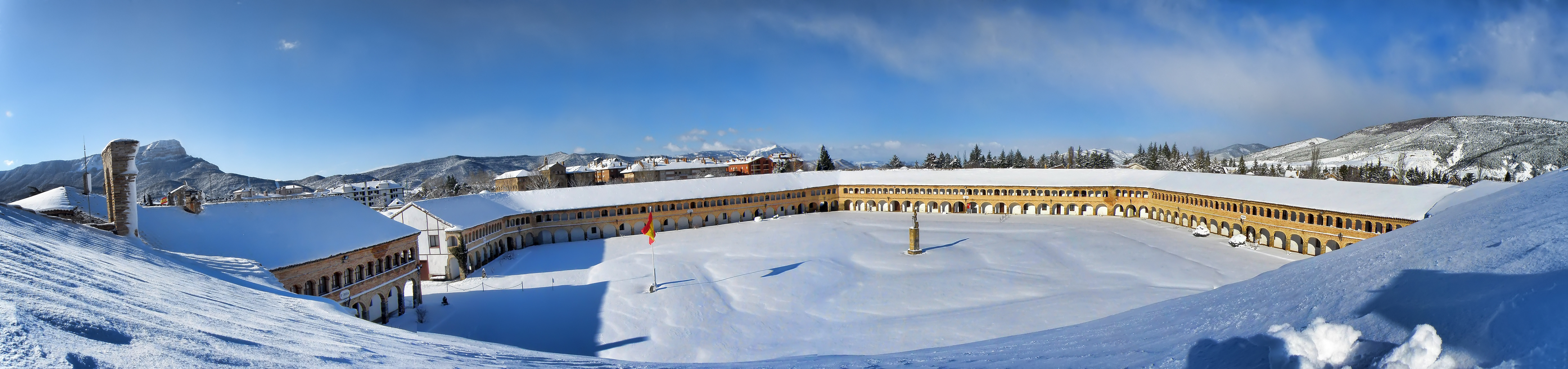
زمین رژه
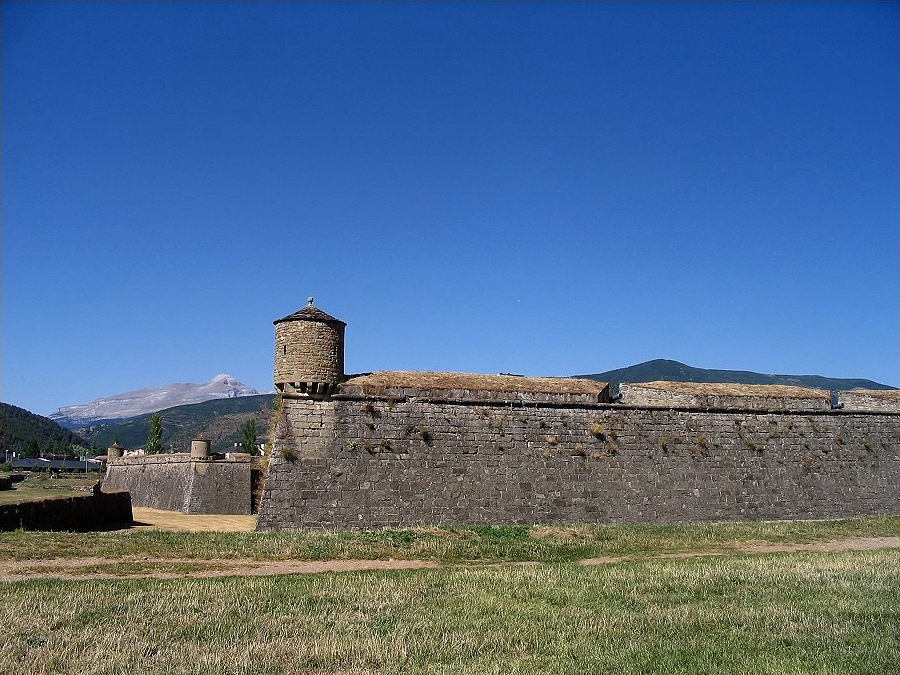
خارج از بنا
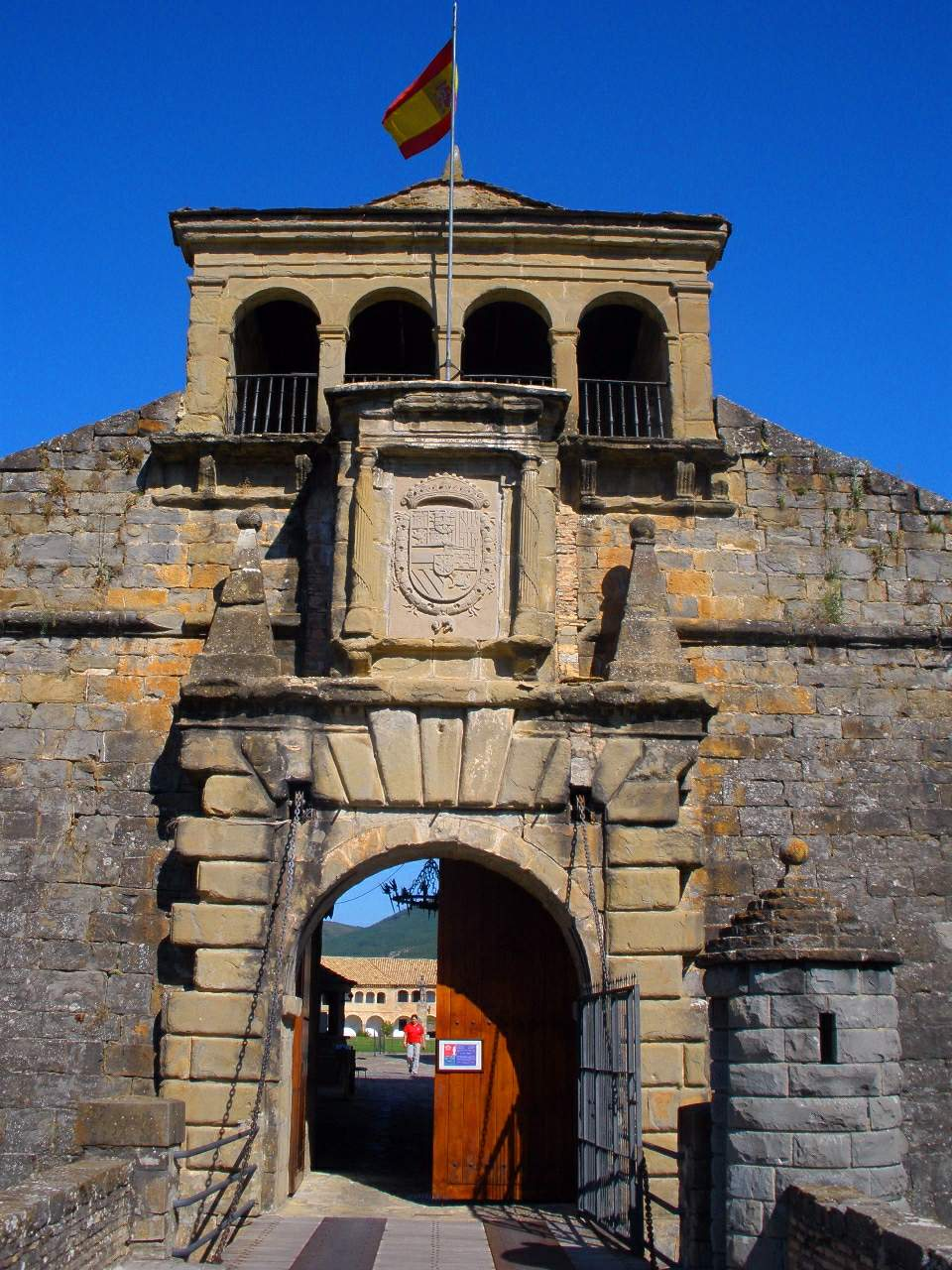
درب ورودی
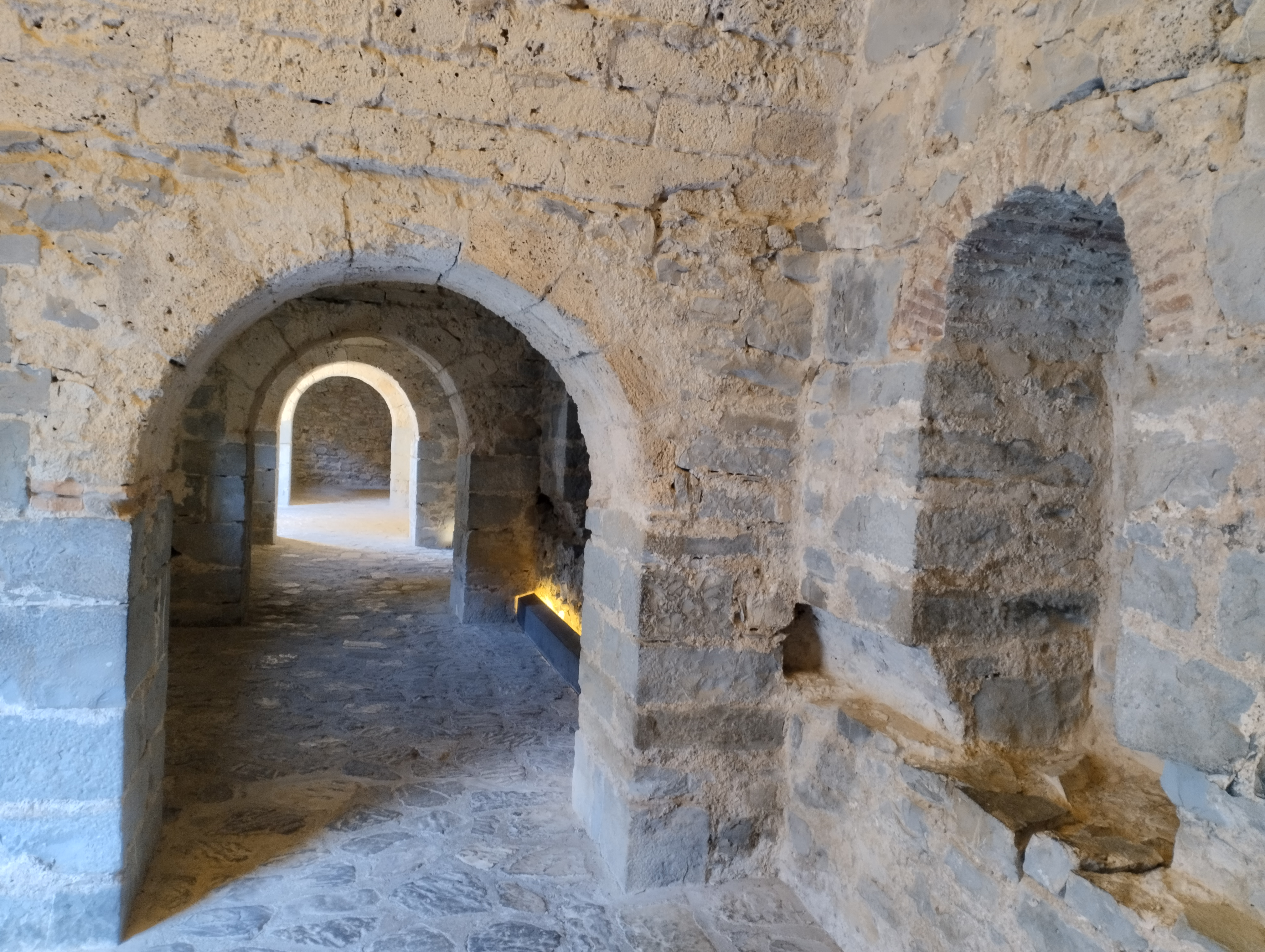
طاق درها
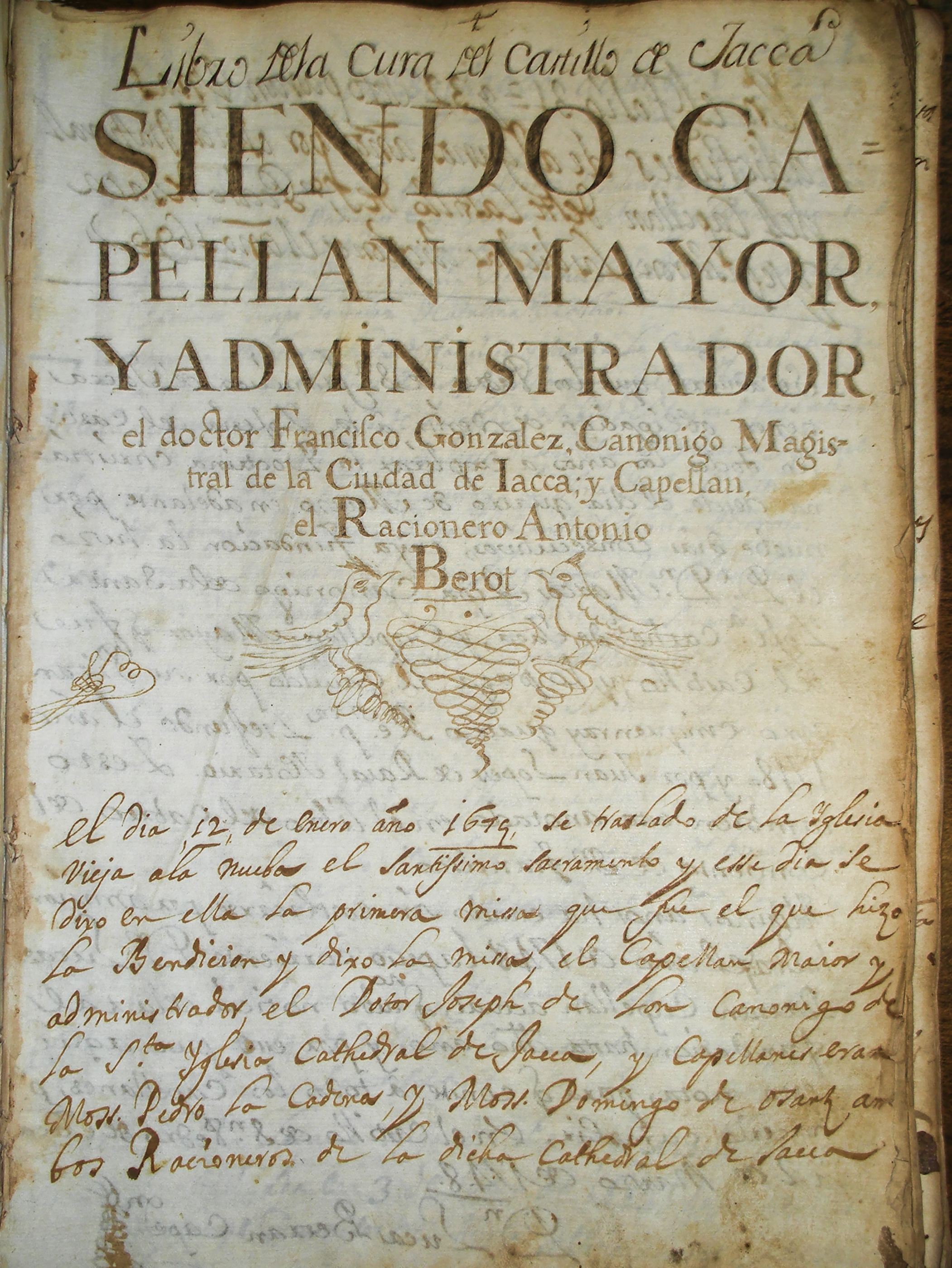
"کتاب درمان قلعه خاکا" (۱۶۷۹)
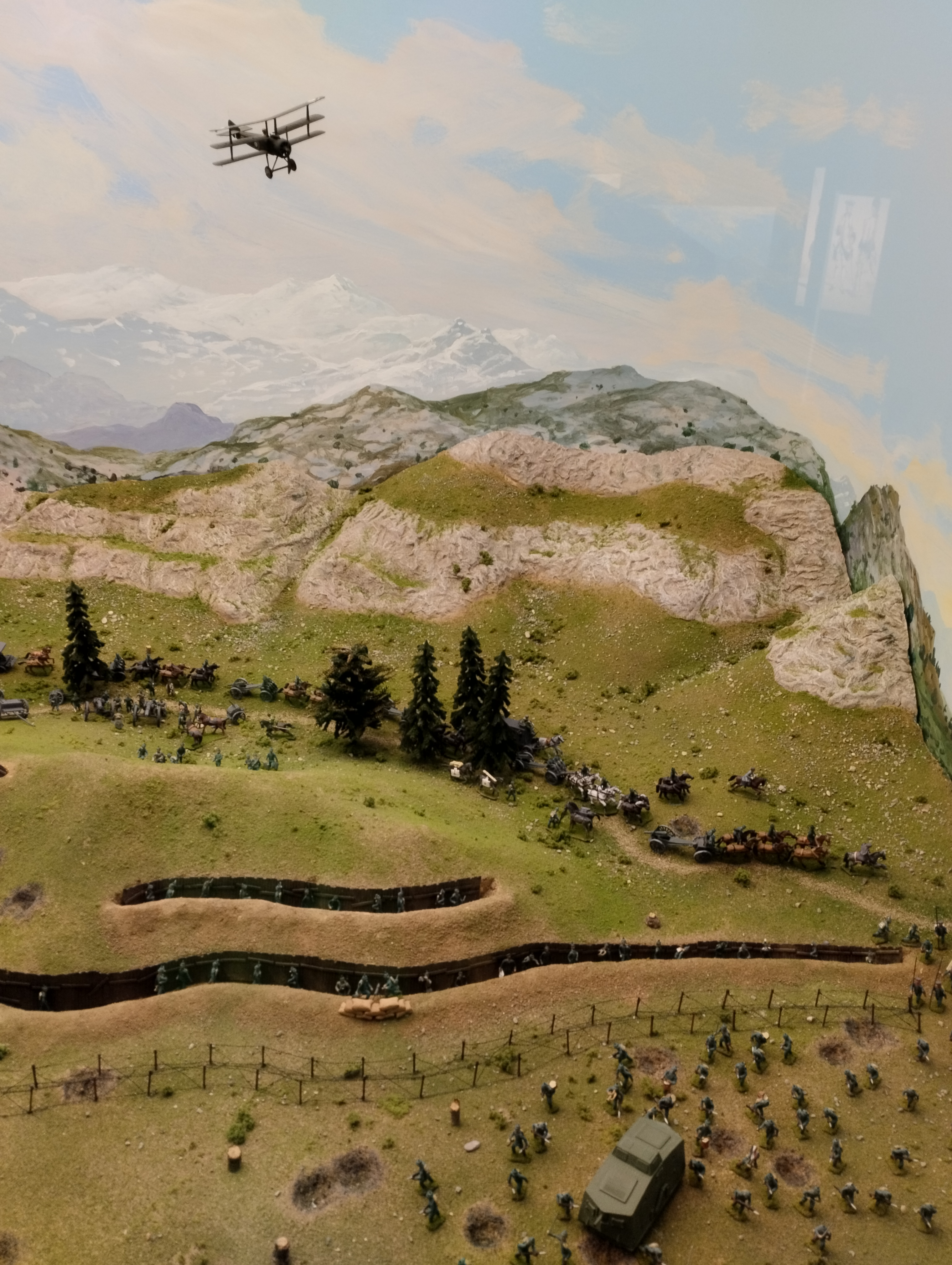
موزه مینیاتورهای نظامی. دیورامای جنگ جهانی اول